# Mały Biały Dom

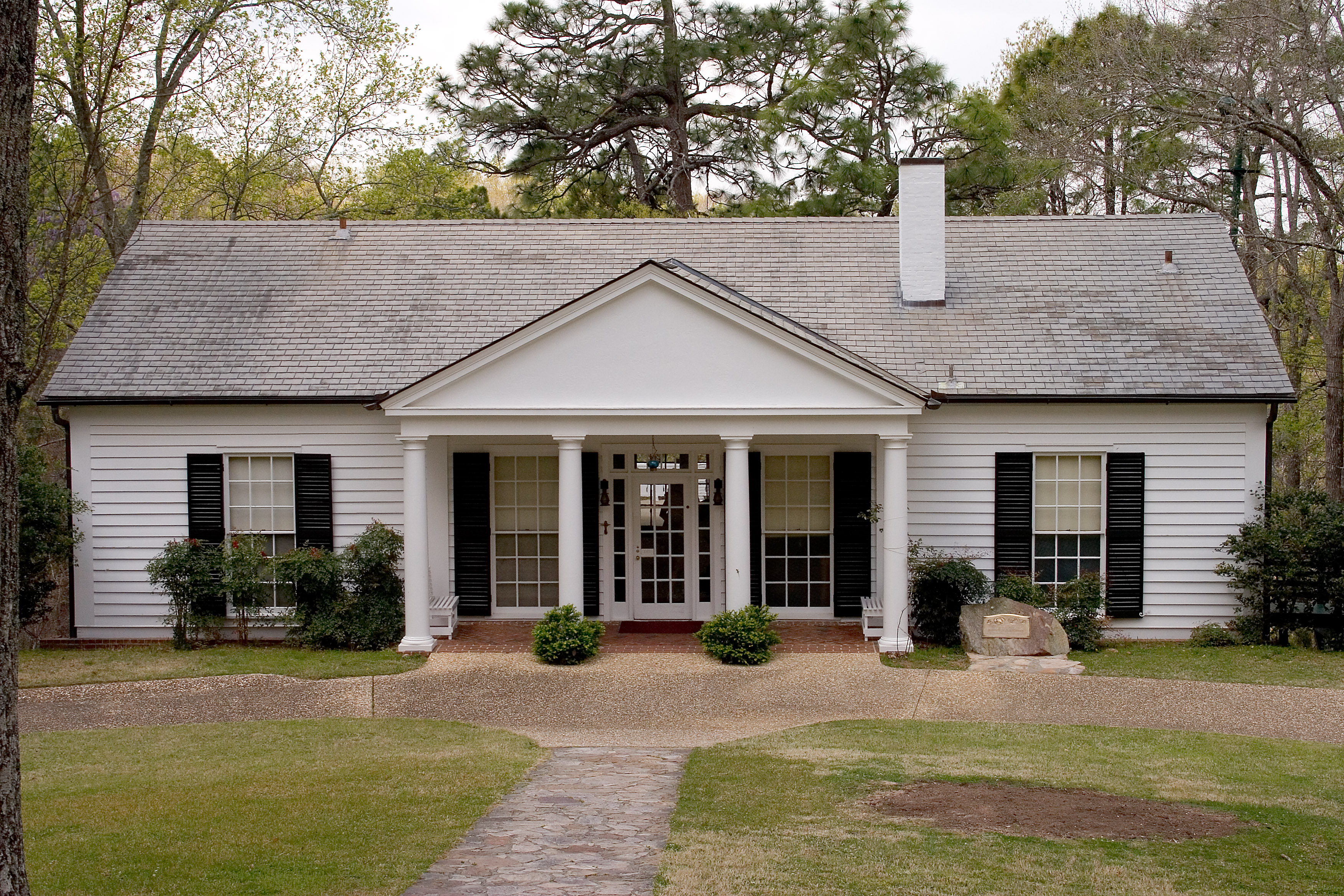
Mały Biały Dom

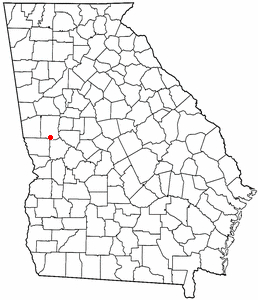
Warm Springs

Mały Biały Dom (ang. Little White House) – historyczny obszar chroniony w Georgii, mający status parku stanowego, a także nazwa domu, który był samotnią prezydenta Franklina Delano Roosevelta. Dom znajduje się blisko Warm Springs w hrabstwie Meriwether. 
Roosevelt przyjechał w ten rejon w celach zdrowotnych i polubił to miejsce. Dom zbudował na Pine Mountain w 1932 r., podczas sprawowania urzędu gubernatora stanu Nowy Jork. Roosevelt zmarł w tym domu 12 kwietnia 1945.
Trzy lata później dom został zamieniony na muzeum. Jego główną atrakcją jest niedokończony portret pędzla Elizabeth Shoumatoff, malowany w dniu śmierci gospodarza. Portret wisi obok skończonego obrazu, który Shoumatoff namalowała później opierając się o szkice i pamięć.